# پیتر زوشیتسکی
پیتر زوشیتسکی (انگلیسی: Peter Suschitzky؛ زادهٔ ۲۵ ژوئیهٔ ۱۹۴۱) فیلم‌بردار متولد لندن است. از فیلم‌هایی که وی در آن نقش داشته است می‌توان به اگزیستنس و والنتینو اشاره کرد.